# På Nordpolen
På Nordpolen est le premier album de l'artiste suédois Nordpolen.
Il est sorti sous le label Sincerely Yours.

## Liste des chansons
1. "Har Inte Tid" - 4:38
2. "Skimret" - 4:03
3. "En Meter Under Marken" - 4:53
4. "Under" - 5:23
5. "John Travolta" - 3:44
6. "Ingen Poäng" - 4:04
7. "Vem Har Sagt" - 4:49
8. "Reglerna Har Ändrats" - 5:32
9. "På Nordpolen" - 5:23

## Hit Parade
| Liste (2008) | Place |
| ------------ | ----- |
| Suède        | 51    |